# Henry Lawson
Henry Lawson (17 de junho de 1867 - 2 de setembro de 1922) foi um poeta e escritor australiano. Juntamente com seu contemporâneo Banjo Paterson, Lawson está entre os mais conhecidos poetas e escritores de ficção do período colonial australiano, e é muitas vezes chamado de "maior escritor da Austrália".